# Meurtre de Teresa De Simone
Teresa Elena De Simone (24 juin 1957 - 5 décembre 1979) est étranglée à Southampton en Angleterre en 1979. Son meurtre mène à l'un des plus longs cas prouvés d'erreur judiciaire dans l'histoire du droit britannique,,. Le meurtre se produisit à l'extérieur du pub Tom Tackle et est l'objet d'une enquête de police de trois ans qui aboutit à l'arrestation de Sean Hodgson. Au cours de son procès d'une durée de quinze jours, il est révélé que Hodgson est un mythomane et a avoué de nombreux crimes, y compris des crimes qu'il ne pouvait pas avoir commis, et des crimes qui ne semblaient pas avoir eu lieu. Hodgson est reconnu coupable du meurtre par un verdict unanime du jury en 1982 et est condamné à la prison à vie. Après avoir accompli 27 années en prison, il est disculpé et libéré en mars 2009. Le coupable David Andrew Lace a été identifié.

## Documentaires télévisés
- « 27 ans derrière les barreaux : l'affaire Sean Hodgson » le 11 août 2010 dans Accusé à tort sur M6.
- « Le tueur mythomane : l'affaire Sean Hodgson » le 1er février 2012 dans Enquêtes criminelles : le magazine des faits divers sur W9.